# Ludwig Haberlandt
Ludwig Haberlandt (* 1. Februar 1885 in Graz; † 22. Juli 1932 in Innsbruck) war ein österreichischer Physiologe. Er gilt als Pionier der hormonalen Empfängnisverhütung, der Vorarbeiten zur Entwicklung der Antibabypille führte.

## Leben und Wirken
Haberlandt studierte Medizin an der Universität Graz, wo er nach seiner Promotion 1909 eine akademische Laufbahn als Physiologe einschlug. Er war als Assistent an den Physiologischen Instituten in Graz, Berlin und in Innsbruck tätig, wo er sich 1913 habilitierte. In Innsbruck wurde er Mitglied der schlagenden Studentenverbindung Akademischer Gesangsverein. Sein Arbeitsgebiet umfasste in erster Linie die Herzphysiologie und die innere Sekretion. 1926 gelang ihm der Nachweis eines „Herzhormons“ als Basis für die kardiale Funktionstätigkeit. Weitere Forschungen brachten ihn 1929 auf einen Erregungsstoff in Gehirn und Rückenmark, welcher nervliche Leistungen zu aktivieren vermochte.
Als Professor der Physiologie in Innsbruck entdeckte Haberlandt im Tierversuch mit Ratten 1919, dass eine Schwangerschaft die Heranreifung weiterer Eizellen blockiert. Er kam daher auf die Idee, durch die Gabe von Schwangerschaftshormonen Frauen vorübergehend unfruchtbar zu machen.
1921 konnte er bereits durch Ovarien-Transplantationsversuche eine hormonale Sterilisierung des weiblichen Tierkörpers herbeiführen. Der Wiener Gynäkologe Otfried Otto Fellner bestätigte die Ergebnisse Haberlandts. Die beiden versuchten, ihre Entdeckungen für eine hormonelle Verhütungsmethode weiter zu verbessern.
Nachdem er ab 1923 nach weiteren wissenschaftlichen Erfolgen in Vorträgen auf Physiologischen Fachtagungen die Bedeutung der Entdeckung im klinischen Bereich darlegte, wurde er von Kollegen massiv kritisiert. Man warf ihm Verbrechen gegenüber dem ungeborenen Leben vor, seine Idee geriet ins Kreuzfeuer moralischer, ethischer, kirchlicher und politischer Vorstellungen. Haberlandt wurde auch in der öffentlichen Berichterstattung angefeindet. Schwierig gestalteten sich auch die Verhandlungen mit der deutschen pharmazeutischen Industrie, sodass Haberlandt nach Ungarn auswich. 1930 entwickelte er trotz der Widerstände in Budapest mit der Fabrik G. Richter das Präparat "Infecundin". Es fehlten jedoch noch die pharmazeutischen Voraussetzungen und technischen Hilfsmittel. Aber auch das politische Umfeld der 1930er Jahre verhinderte die Weiterentwicklung und die Fortsetzung seiner beruflichen Karriere.
Durch den Freitod Haberlandts im Alter von 47 Jahren und die Kriegswirren in Europa gerieten die Überlegungen um die Realisierung einer hormonalen Empfängnisverhütung für lange Jahre in Vergessenheit, bis der 1939 aus Wien in die USA emigrierte Chemiker Carl Djerassi gemeinsam mit den Pharmakologen Gregory Pincus und John Rock ein Verhütungsmittel aus einem Abkömmling des weiblichen Geschlechtshormons Progesteron entwickelte und es 1961 zum Patent anmeldete. Djerassi bezeichnet Haberlandt als „Vater der Antibabypille“.
Im Jahr 1925 wurde Haberlandt zum Mitglied der Leopoldina gewählt.
Er wurde auch zwei Mal für den Medizinnobelpreis vorgeschlagen.

## Schriften
- Das Herzflimmern, seine Entstehung und Beziehung zu den Herznerven Jena 1914
- Über Stoffwechsel und Ermüdbarkeit der peripheren Nerven Jena 1916
- Die Physiologie der Atrioventrikularverbindung des Kaltblüterherzens Leipzig 1917
- Über hormonale Sterilisierung des weiblichen Tierkörpers : Ein Beitrag zur Lehre von der inneren Sekretion des Eierstockes und der Placenta Berlin; Wien 1926
- Reizbildung und Erregungsleitung im Wirbeltierherzen München 1926
- Das Hormon der Herzbewegung Berlin; Wien 1927
- Das Herzhormon Jena 1930
- Die hormonale Sterilisierung des weiblichen Organismus Jena 1931